# Fulgoromorpha
Fulgoromorpha är den ena av två infraordningar (den andra är Cicadomorpha) i underordningen stritar (Auchenorrhyncha) och består av över 12 500 beskrivna arter i världen. På engelska kallas de "planthoppers" eftersom de ser ut som blad eller andra växtdelar och ofta hoppar gräshoppslikt för snabb förflyttning. I allmänhet rör de sig dock långsamt för att inte väcka uppmärksamhet. De är utbredda över hela jorden och alla är växtätare, men få betraktas konstigt nog som skadedjur. Underordningen innehåller endast en överfamilj, Fulgoroidea. Fulgoroider skiljs säkrast från andra medlemmar av "Homoptera" på två kännetecken: den gaffelgrenade (Y-formade) analribban i framvingen och den förtjockade antennen med tre segment, varav det andra är rundat till äggformigt och bär ett fint trådformigt arista.

## Översikt
Nymfer av många fulgoroider producerar vax från speciella körtlar på bakkroppens ovansida och andra delar av kroppen. Detta vax är hydrofobt och hjälper till att dölja insekten. Adulta honor från många familjer producerar också vax, vilket kan användas för att skydda äggen. Nymferna, men inte de vuxna djuren, har också en kopplingsmekanism vid bakbenens bas vilken synkroniserar benen när insekten hoppar och som var känd i årtionden innan dess funktion relativt nyligen klargjordes.
Fulgoroider är ofta vektorer för växtsjukdomar, speciellt fytoplasma som lever i floemet på växter och kan överföras av insekterna när de äter.
Ett antal utdöda medlemmar av Fulgoroidea är kända som fossil, såsom den lutetiska Emiliana alexandri från Green River-formationen i Colorado.

## Klassifikation
Några författare använder beteckningen Archaeorrhyncha  i stället för Fulgoromorpha.
De nulevande familjerna av Fulgoroidea är:
- Acanaloniidae
- Achilidae (vedstritar)
- Achilixiidae
- Caliscelidae (innefattas ibland i Issidae)
- Cixiidae (kilstritar)
- Delphacidae (sporrstritar)
- Derbidae
- Dictyopharidae
- Eurybrachidae (= Eurybrachyidae)
- Flatidae
- Fulgoridae
- Gengidae
- Hypochthonellidae
- Issidae (sköldstritar)
- Kinnaridae
- Lophopidae
- Meenoplidae
- Nogodinidae
- Ricaniidae
- Tettigometridae
- Tropiduchidae

## Förekomster i populärkultur
Fulgoroider nämns i en nyckelscen i Alfred Hitchcocks film Marnie:
"... quite a beautiful flower ... rather like a hyacinth ... the flower is not a flower at all, but a design made up of ... fattid bugs. They escape the eyes of hungry birds by living and dying in the shape of a flower."

## Galleri

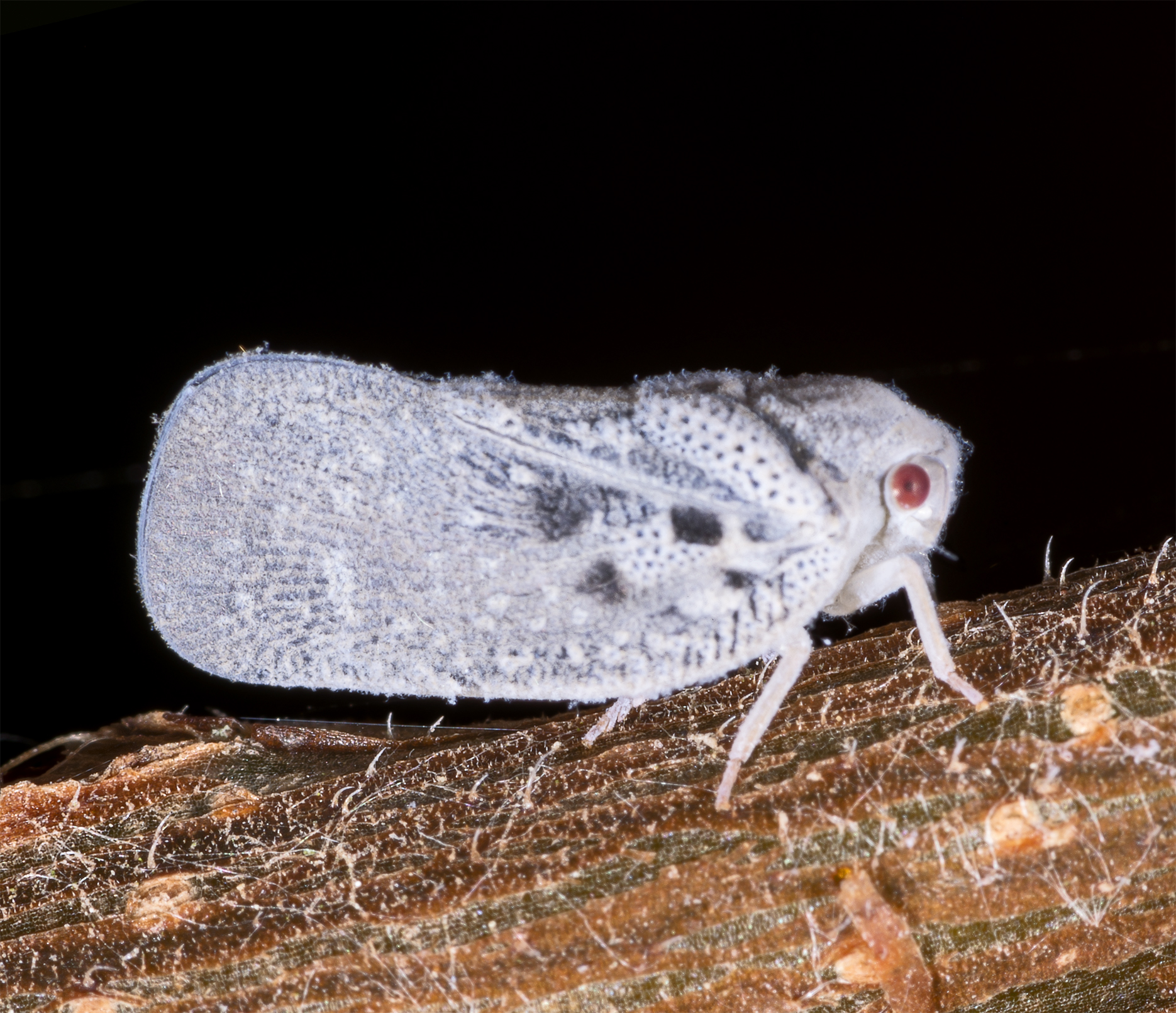
Metcalfa pruinosa (Flatidae)
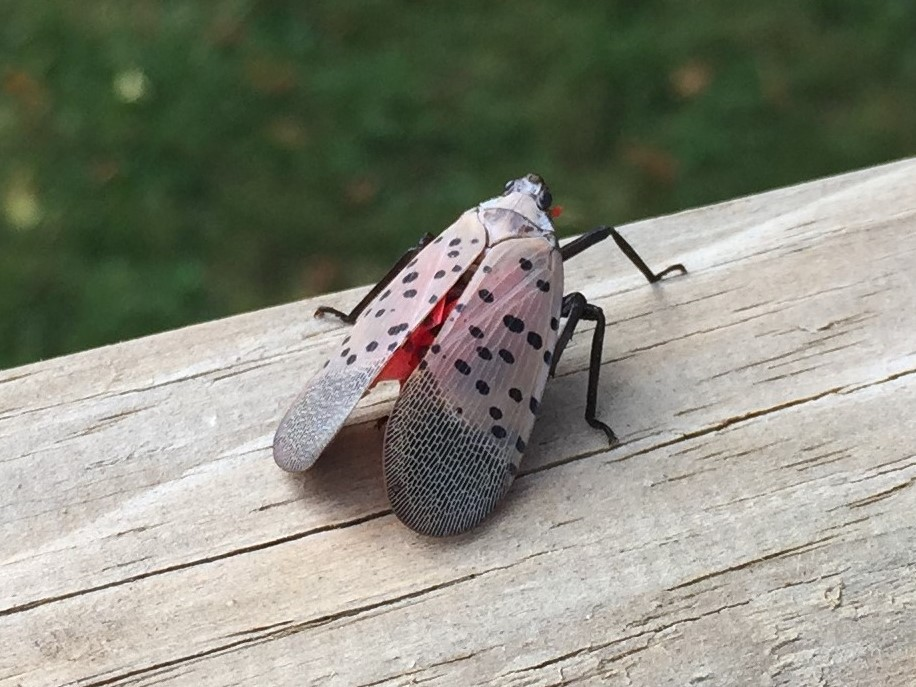
Lycorma delicatula (Fulgoridae)
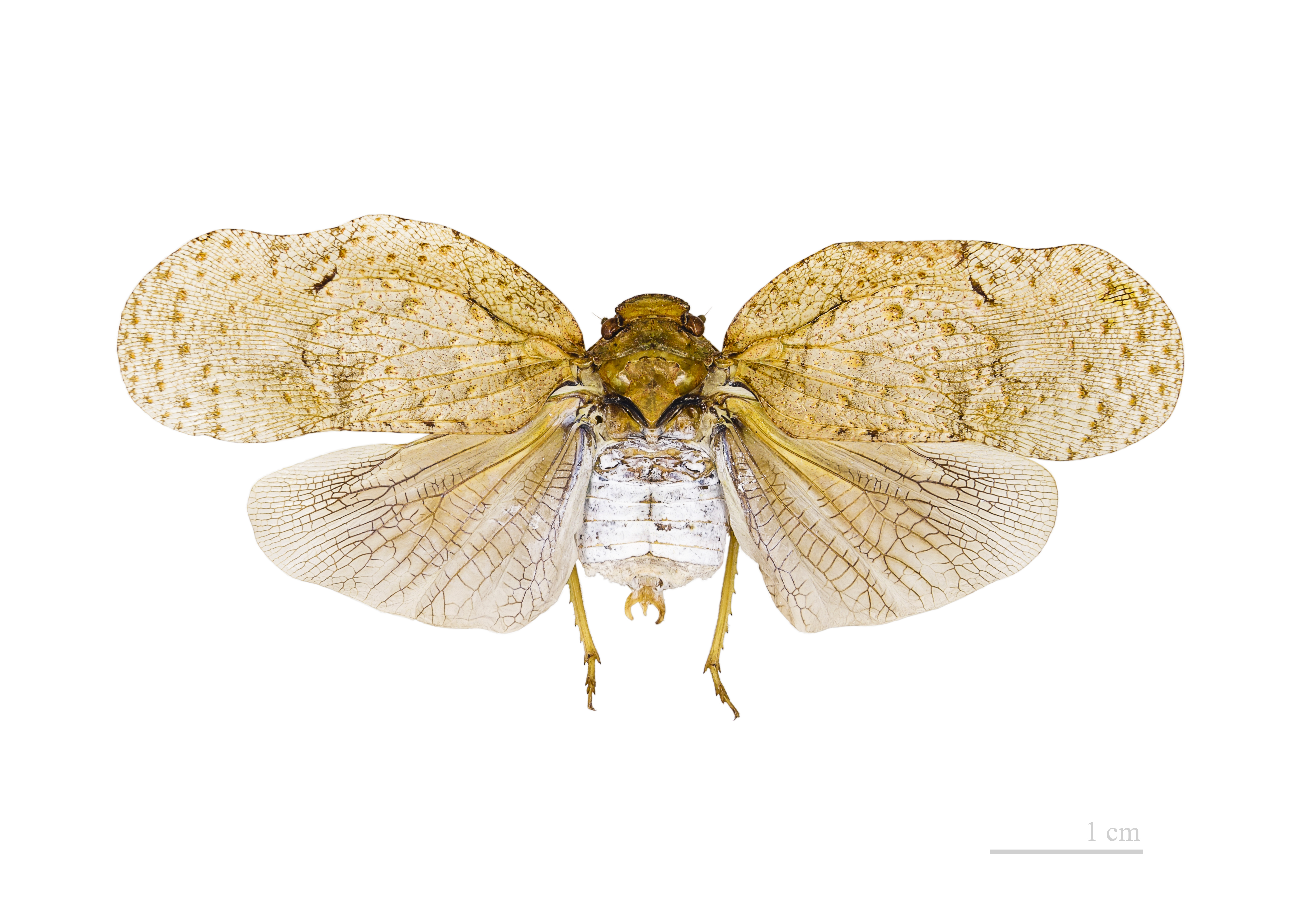
Flatolystra verrucosa (Fulgoridae)
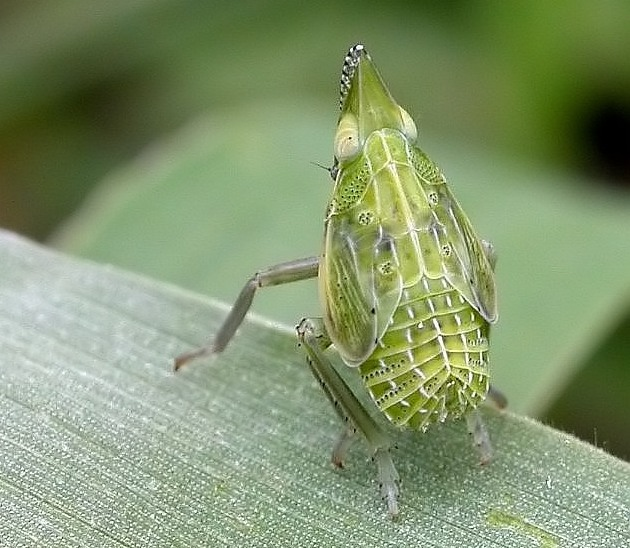
Nymf av Dictyophara europaea (Dictyopharidae)
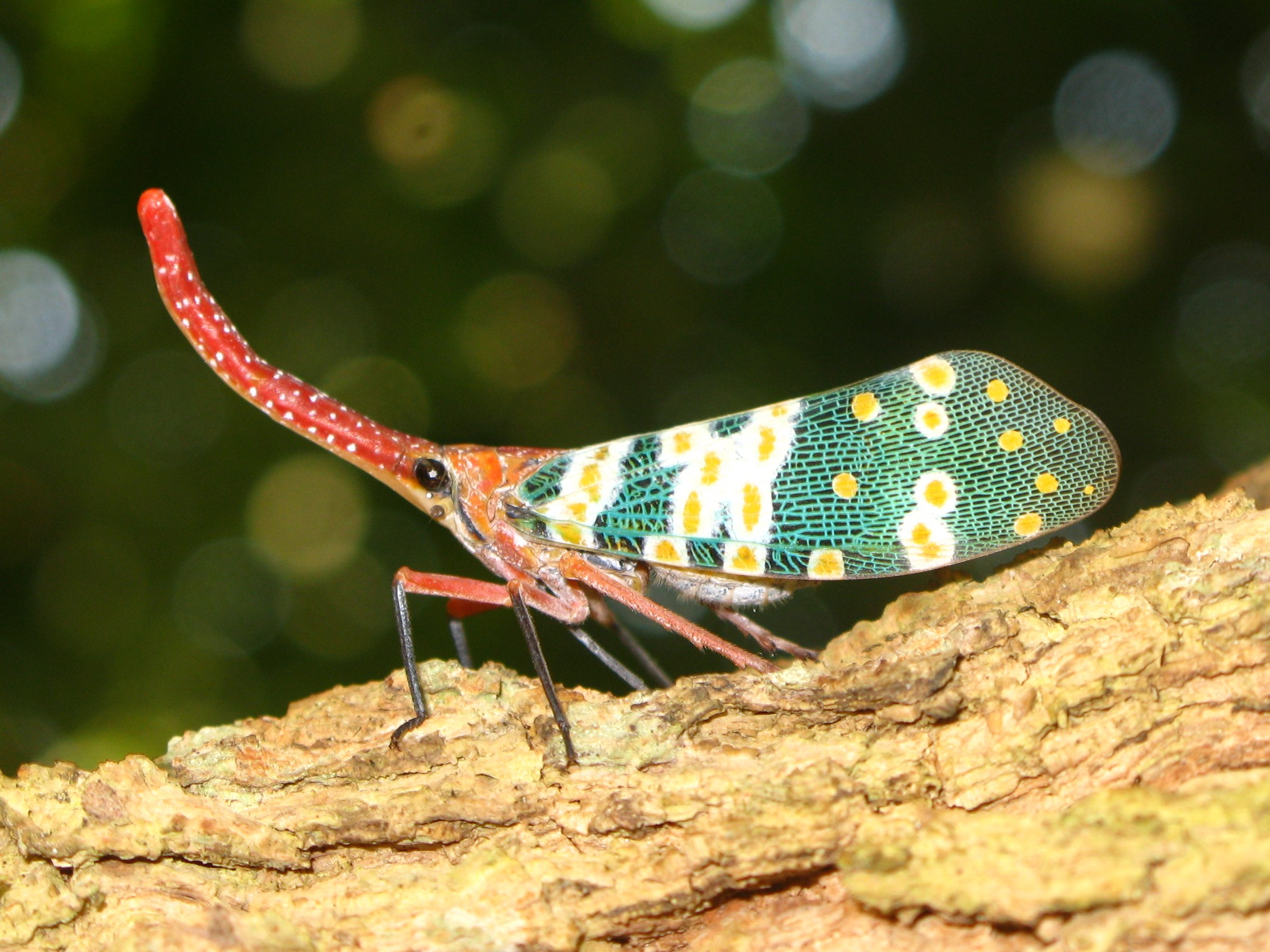
Pyrops candelaria (Fulgoridae)
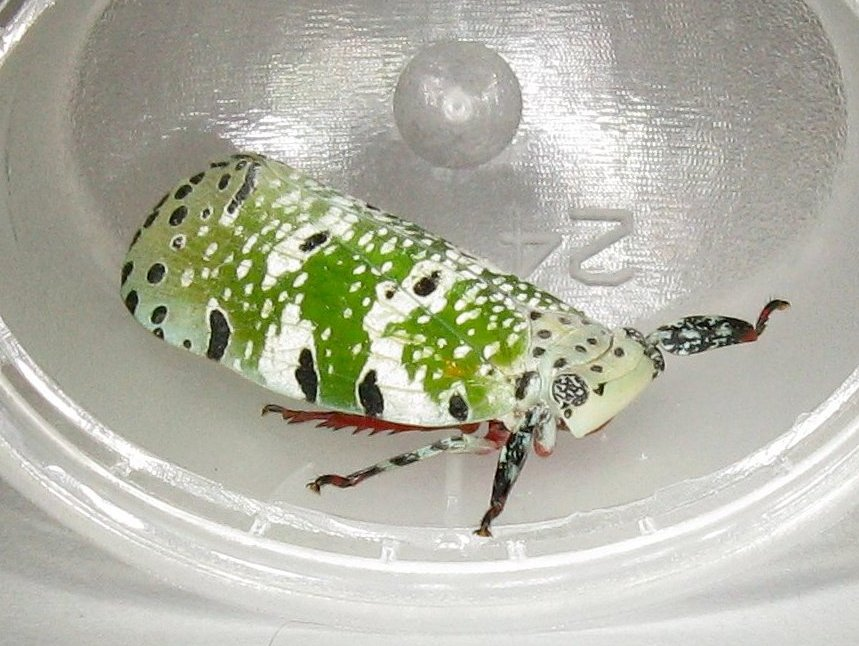
Paropioxys jucundus (Eurybrachidae)
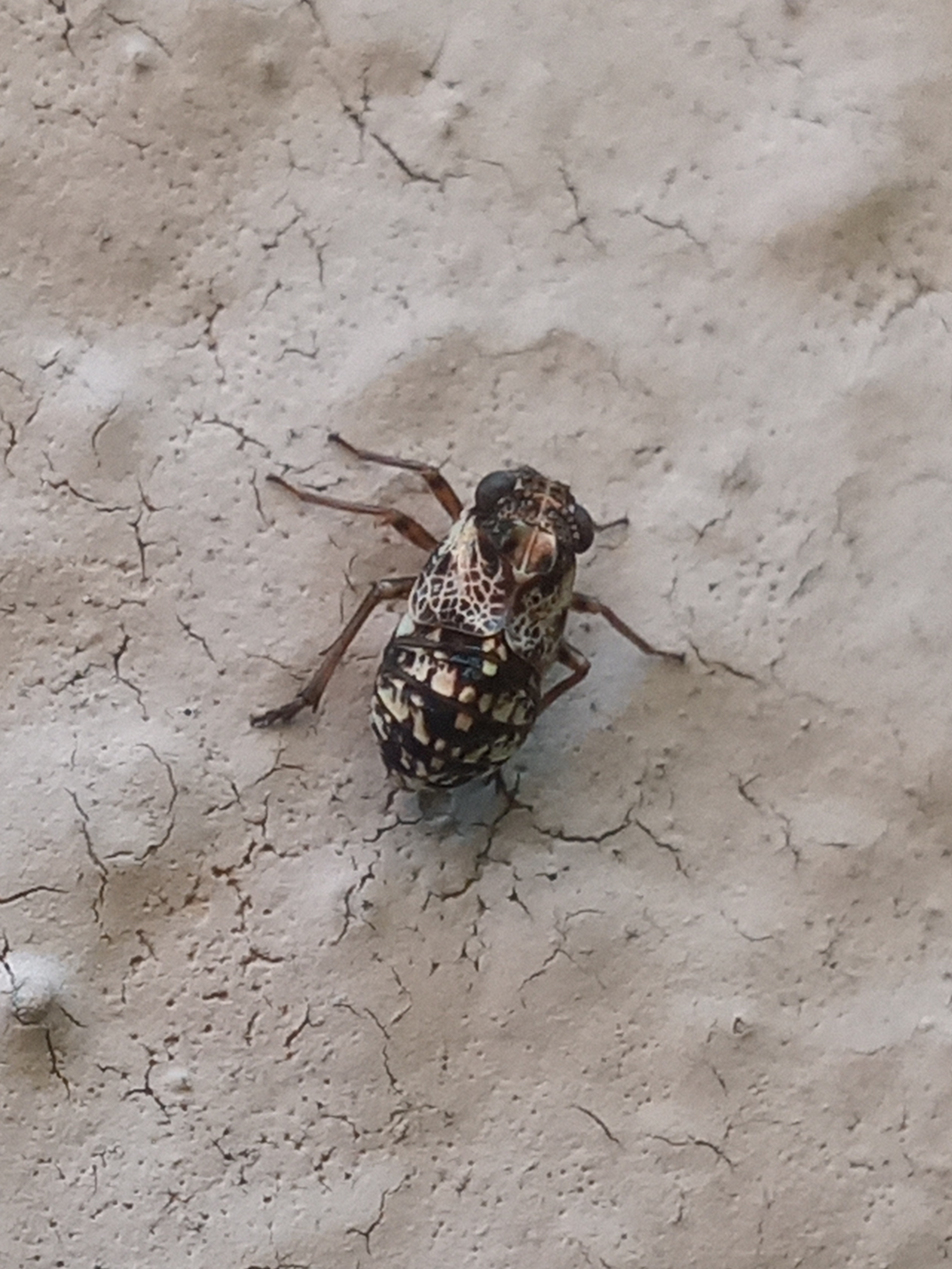
Bruchomorpha decorata (Caliscelidae)